# Igor de Gandarias
Igor de Gandarias Iriarte (* 1953 in Guatemala-Stadt) ist ein guatemaltekischer Komponist und Musikwissenschaftler.

## Leben
De Gandiras entstammt einer Künstlerfamilie. Sein Großvater väterlicherseits, Justo de Gandarias, war Bildhauer und Maler, der Großvater mütterlicherseits, Francisco Iriarte, Pianist, dessen Bruder Augustín Iriarte Maler. In seiner Jugend spielte er zunächst Gitarre, später am Instituto Técnico Vocacional Marimba. Ein Ingenieursstudium an der Universidad de San Carlos de Guatemala brach er nach einem Semester ab, um sich ganz seiner musikalischen Ausbildung am Conservatorio Nacional de Música zu widmen. Im  Rahmen des Fulbright-Programms setzte er sein Master- und Doktoratsstudium in den USA an der Katholischen Universität von Amerika, der University of Maryland und am Peabody Institute fort, wobei er sich auf lateinamerikanische und auf elektroakustische Musik spezialisierte.
Als Wissenschaftler beschäftigte er sich mit der mittelamerikanischen Musik des 18. und 19. Jahrhunderts. Er veröffentlichte mehr als 100 bis dahin ungedruckte Werke guatemaltekischer Komponisten, veranlasste Nachdrucke von Dokumenten aus der Geschichte der zentralamerikanischen Musik, die von José Escolástico Andrino, José Sáenz Poggio und Rafael Vásquez geschaffen wurde, und verfasste Artikel für die Encyclopedia of Popular Music of the World (Großbritannien) und Zeitschriften wie Ethnomusicology (USA), Pauta (Mexiko), Ístmica (Costa Rica) und das Online-Magazin Istmo. 2008 wurde er für seine Arbeit beim Musikwissenschaftswettbewerb der Casa de las Américas ausgezeichnet.
Seit Ende der 1970er Jahre erhält de Gandarias auch als Komponist internationale Anerkennung. Unter anderem erhielt er Preise beim zentralamerikanischen Wettbewerb 15 de Septiembre (1979 und 1984) und beim internationalen Wettbewerb für elektroakustische Musik in Bourges (2005). Ab 1982 arbeitete er mit dem Filmemacher Guillermo Escalón zusammen. In ihrem musikästhetischen Projekt, das sie als Música para Ver bezeichnen,  setzten sie in multimedialen Werken Musik in visuelle Darstellungen um.

## Werke
- Mayastral (1975)
- Trópico (1977)
- Remembranza india (1977)
- Circunstancial I (1978)
- Cadenas Cromáticas (1982)
- Abstracción (1984)
- Conquista 2 (1988)
- Circunstancial II (1990)
- Guarimba (1993)
- Procesional (1993)
- Desde la Infancia (1994)
- Encuadres (1994)
- La Feria Fantástica (1998)